# Zündels Abgang
Zündels Abgang ist der erste Roman des Schweizer Schriftstellers Markus Werner. Das Buch erschien 1984 im Residenz Verlag und wurde schnell zum  Bestseller.

## Handlung
Der fiktive Erzähler, Pfarrer Viktor Busch, rekonstruiert aus tagebuchartigen Aufzeichnungen, persönlichen Erinnerungen und Gesprächen die letzten Wochen vor dem Verschwinden seines Freundes Konrad Zündel. Nach dem Verlust eines Zahns bricht der Lehrer Zündel eine Urlaubsreise ab und kehrt zu seiner Frau Magda zurück, die den Sommer lieber alleine verbracht hätte und nach einem (kleinen) Streit zu ihrer Schwester fährt. Für Zündel ist dies Anlass (den eine Lüge des Hausmeisters über Männerbesuch in seiner Abwesenheit noch verstärkt), nach Genua zu fahren, wo er gezeugt wurde, um sich dort dem Alkoholrausch und Gedanken über Gott und die Welt, Liebe und Selbstmord hinzugeben.
Als er zu Beginn der Schulzeit zurückkehrt, ist er nicht mehr er selbst; die wahnhafte, einsame Zeit in Genua hat das labile Gemüt des intellektuellen, weltfremden und depressiven Lehrers zu sehr mitgenommen. Nach einem irren Auftritt in seiner Schule wird er in eine psychiatrische Klinik gebracht; es ist nicht klar, in welcher geistigen Verfassung er sich befindet. Er bricht von dort aus und verschanzt sich eine Zeit mit einer Pistole im Ferienhaus eines Freundes. Von dort verschwindet er nach einem letzten Besuch des Erzählers. Sein Vater, der seine Mutter vor der Geburt verließ, erhält später ein Paket mit seinen Aufzeichnungen, das Zündel in Genua abgeschickt hatte, und leitet es an Busch weiter.
Das Buch greift viele Themen aus dem erlebten und gedanklichen Umfeld des Protagonisten auf: Liebe und Treue, das Verhältnis von Mann und Frau in Zeiten der Emanzipation, Selbstmord und Tod, Vaterschaft, Religion und Selbstbehauptung.

## Zitate
Werner hat dem Roman ein Zitat aus der Kurzgeschichte Vortragsabend von Robert Walser vorangestellt:

„Zum Warmwerden lag allem Anschein nach keine Ursache vor.“

In Kapitel 21 liest Zündel seiner Frau zwei kurze Passagen aus Friedrich Hölderlins Roman Hyperion vor.
Am Ende von Kapitel 21 wird erzählt, Zündel „habe zwanzig oder dreißig Mal den immer gleichen kuriosen Vers heruntergeleiert“:

„Auf des Mannes Stirne thronet hoch als Königin die Pflicht.“

In Kapitel 22 liest Zündel der Schulklasse zwei Textausschnitte vor („ich will euch jetzt einstimmen in das siebzehnte Jahrhundert“): der erste stammt von Blaise Pascal, der zweite aus dem Simplicissimus.
In Kapitel 24 singt Zündel erst den Schlager Marmor, Stein und Eisen bricht, später die Arie Lasset dem Höchsten ein Danklied erschallen (aus der Bach-Kantate Erfreut euch, ihr Herzen).

## Sprache und Stil
Ein erzähltechnisch und stilistisch reizvoller Gegensatz besteht in der Verknüpfung der beiden Erzählebenen: Dem sachlichen Rahmen der Dokumentation von Zündels Geschichte durch Viktor Busch steht das philosophische Pathos des Intellektuellen Zündel gegenüber. Die Schweizer Herkunft des Autors und der Charaktere zieht sich in Form von Helvetismen durch den gesamten Roman („das Tram“, „es tönt“ …).

## Rezeption
Dem Roman Weit über das Land (2016) von Peter Stamm ist folgendes Zitat aus Zündels Abgang vorangestellt: „Wenn wir uns trennen, bleiben wir uns.“
2017 inszenierte Zino Wey am Schauspielhaus Zürich eine Bühnenfassung des Romans mit Fritz Fenne in der Hauptrolle.

## Ausgaben
- Zündels Abgang. Roman. Residenz, Salzburg 1984, ISBN 3-7017-0367-1; Neuausgabe ebd. 2004, ISBN 3-7017-1385-5.
- Zündels Abgang. Roman. Deutscher Taschenbuch Verlag, München 1988, ISBN 3-423-10917-3.
- Zündels Abgang. Roman. Fischer Taschenbuch, Frankfurt am Main 2011, ISBN 978-3-596-19072-0.
- Zündels Abgang. Roman. Fischer E-Books, Frankfurt am Main 2011, ISBN 978-3-10-401266-7.